# 高景
高景（1608年—1681年），字似斗，直隸省保定府新安縣（今河北省安新縣），清朝政治人物，累官刑部尚書、工部尚書。

## 生平
順治二年（1645年）舉乙酉科順天府鄉試，順治三年（1646年）聯登丙戌科進士。同年，授湖廣道試監察御史、任宣大巡按御史。后任大理寺右寺正。順治十年，任通政使司左參議。次年，任太常寺少卿、右通政。后升任太常寺卿。順治十二年，任宗人府丞、兵部右侍郎。順治六年，任刑部右侍郎，次年改刑部左侍郎。順治十七年，任戶部左侍郎總督倉場。順治十八年，任工部尚書，同年改刑部尚書。